# Псковская провинция (газета)
«Псковская провинция» — общественно-политическое издание (газета) Псковского района и Псковской области. Название «Псковская провинция» было зарегистрировано 19 ноября 2001 года, однако своё летосчисление ведёт с создания газеты «Псковский колхозник», основанной 1 марта 1930 года.

## История названия газеты
- 1930—1962 «Псковский колхозник»
- 1962—1991 «Ленинская искра»
- 1991—2001 «Крестьянская жизнь»
- 2001 — наше время «Псковская провинция»

## Современность газеты
Газета выходит еженедельно каждую среду. Тираж издания — 8500 экземпляров. С 2008 по 2011 год газета ежегодно совместно с администрацией Псковской области проводила фестиваль интеллектуальных игр «Псковские снетки»: кубок «Псковской провинции». С 2001 года газета сотрудничает с программой Жди меня, организуя поиски людей на территории Псковской области. Редактор — Быстрова Л. А..